# Joel Kabongo
Joel Kabongo (født 5. april 1998) er en dansk tidligere professionel fodboldspiller.

## Karriere

### Brøndby IF
Joel Kabongo er et produkt af Brøndbys talentafdeling Brøndby Masterclass, og rykkede op som senior i 2016. I efteråret 2017 var han udlejet til Fremad Amager i den danske 1. division, og han fik sin debut i sæsonens første kamp i 2018-19-sæsonen.